# Philip McCutchan
Donald Philip McCutchan, Pseudonym Duncan MacNeil (* 13. Oktober 1920 in Cambridge, England; † 1996) war ein britischer Schriftsteller.
Neben einigen Sachbüchern verfasste McCutchan meistenteils Romane. Bekannt wurde er mit seinem Ogilvie-Zyklus (14 Bde.), den er unter dem Pseudonym Duncan MacNeil veröffentlichte.

## Werke (Auswahl)

### Als Duncan MacNeil
- Ogilvie-Zyklus

1. Aufruhr im Grenzgebiet. Roman („The restless frontier“). Ullstein, Frankfurt/M. 1990, ISBN 3-548-21129-1.
2. Cunninghams Rache. Roman („Cunningham's revenge“). Ullstein, Frankfurt/M. 1990, ISBN 3-548-21127-5.
3. Zug nach Bundarbar. Roman („The train at Bundarbar“). Ullstein, Frankfurt/M. 1990, ISBN 3-548-21124-0.
4. Die Ehre des Regiments. Roman („A matter for the regiment“). Ullstein, Frankfurt/M. 1989, ISBN 3-548-21120-8.
5. Im Angesicht des Feindes. Abenteuerroman („Wolf in the folf“). Ullstein, Frankfurt/M. 1987, ISBN 3-548-21053-8.
6. Abenteuer in Südindien. Abenteuerroman („Charge of Cowardice“): Ullstein, Frankfurt/M. 1987, ISBN 3-548-21052-X.
7. Der Mullah von Kashmir. Roman („Mullah from Kashmir“): Ullstein, Frankfurt/M. 1987, ISBN 3-548-21050-3.
8. Im Dienste des Vizekönigs. Roman („By command of the Viceroy“). Ullstein, Frankfurt/M. 1987, ISBN 3-548-21049-X.
9. Der rote Diamant. Roman („The red Daniel“). Ullstein, Frankfurt/M. 1987, ISBN 3-548-21045-7.
10. Aufstand im Hindukush. Roman („Subaltern's choice“). Ullstein, Frankfurt/M. 1987, ISBN 3-548-21046-5.
11. An vorderster Front. Abenteuerroman („Lieutenant of the line“). Ullstein, Frankfurt/M. 1987, ISBN 3-548-21039-2.
12. Sadhu, der Rebell. Roman („Sadhu on the mountain peak“). Ullstein, Frankfurt/M. 1987, ISBN 3-548-21042-2.
13. Die Tore von Kunjara. Roman („The gates of Kunjara“). Ullstein, Frankfurt/M. 1987, ISBN 3-548-21043-0.
14. Trommeln am Khyber-Pass. Abenteuerroman („Drums along the Khyber“). Ullstein, Frankfurt/M. 1987, ISBN 3-548-21038-4.

### Als Philip McCutchan
Belletristik
- Die Attentäter. Roman („The executioners“). Ullstein, Frankfurt/M. 1990, ISBN 3-548-21126-7.
- Erpressung in Schottland. Roman („Blackmail North“). Ullstein, Frankfurt/M. 1989, ISBN 3-548-21123-2.
- Der Hitzestrahl. Roman („Sunstrike“). Ullstein, Frankfurt/M. 1989, ISBN 3-548-21118-6.
- Der Pferdefuss. Roman („The hoof“). Ullstein, Frankfurt/M. 1988, ISBN 3-548-21097-X.
- Shard gibt den Ton an. Roman („Shard calls the tune“). Ullstein, Frankfurt/M. 1989, ISBN 3-548-21099-6.
- Shard in Schwierigkeiten. Roman („Shard at Bay“). Ullstein, Frankfurt/M. 1990, ISBN 3-548-21130-5.
- Die Stahlkugel. Roman („Rollerball“). Ullstein, Frankfurt/M. 1989, ISBN 3-548-21113-5.
- Der Werwolf. Roman („Werewolf“). Ullstein, Frankfurt/M. 1989, ISBN 3-548-21109-7.

Sachbücher
- Beware the Bight of Benin. Futura Publ., London 1976, ISBN 0-86007-282-7 (früherer Titel Beware, beware the Bight of Benin).
- Great Yachts. Weidenfeld & Nicolson, London 1979, ISBN 0-297-77712-2.
- Tall ships. The golden age of sail. Crown Publ., New York 1976, ISBN 0-517-52595-X.